# Nicolas Faisant
Nicolas Faisant est un homme politique français né le 9 janvier 1762 à Saint-Domineuc (Bretagne) et mort le 5 juillet 1831 à Dinan (Côtes-du-Nord).

## Biographie
Administrateur municipal à Plumaudan, il est élu député des Côtes-du-Nord au Conseil des Cinq-Cents le 25 germinal an VI. Il est commissaire près le tribunal civil de Dinan de 1800 à 1815, puis à nouveau député en 1815, pendant les Cent-Jours. Il retrouve ensuite ses fonctions de procureur du roi, jusqu'en 1817.

## Sources
- « Nicolas Faisant », dans Adolphe Robert et Gaston Cougny, Dictionnaire des parlementaires français, Edgar Bourloton, 1889-1891 [détail de l’édition]